# 2010 EF44
 (mars 2020).
2010 EF44 est un astéroïde Apollon classé comme potentiellement dangereux. Il est particulier parmi les planètes mineures du Système solaire interne en raison de la grande excentricité et relativement grande inclinaison de son orbite.

## Découverte et observations
2010 EF44 a été découvert en mars 2010. Il a ensuite été réobservé fin 2020, après 3 révolutions de l'astéroïde autour du Soleil.

## Caractéristiques orbitales
2010 EF44 a une orbite caractérisée par un demi-grand axe de 2,19 unités astronomiques (dans la ceinture principale d'astéroïdes), une excentricité de 0,89 et une inclinaison de 38 degrés. Il est une des rares astéroïdes du Système solaire interne à avoir à la fois une excentricité et une inclination aussi grandes. Ces paramètres en font un astéroïde géocroiseur, plus précisément un astéroïde Apollon, ainsi qu'un astéroïde herméocroiseur, cythérocroiseur et aréocroiseur.